# Єзьоро (Вармінсько-Мазурське воєводство)
Єзьоро (пол. Jezioro, нім. Thiensdorf) — село в Польщі, у гміні Маркуси Ельблонзького повіту Вармінсько-Мазурського воєводства.
Населення — 134 особи (2011).
У 1975-1998 роках село належало до Ельблонзького воєводства.

## Демографія
Демографічна структура станом на 31 березня 2011 року:
|          | Загалом | Допрацездатний вік | Працездатний вік | Постпрацездатний вік |
| -------- | ------- | ------------------ | ---------------- | -------------------- |
| Чоловіки | 72      | 14                 | 56               | 2                    |
| Жінки    | 62      | 14                 | 37               | 11                   |
| Разом    | 134     | 28                 | 93               | 13                   |